# Caltex-Raffinerie Raunheim
Die Caltex-Raffinerie Raunheim war eine Erdölraffinerie zwischen den hessischen Orten Raunheim-Mönchhof und Kelsterbach in der Nähe von Frankfurt am Main.

## Geschichte
Auf dem Gelände des Mönchhof-Gutes wurde Anfang der 1960er Jahre die Raffinerie der Caltex errichtet.
Die Verarbeitungskapazität der Raffinerie betrug 1968 4,5 Millionen Tonnen Erdöl im Jahr. Ein katalytischer Cracker konnte im Jahr 480.000 Tonnen Schweröle zu Benzin und Diesel umwandeln. Der Reformer hatte eine Jahresleistung von 161.000 Tonnen.
Am 18. Januar 1966 gegen 10 Uhr gab es wegen strengen Frostes in der Äthylen-Anlage der Raffinerie einen Rohrbruch, bei dem flüssiger Kohlenwasserstoff austrat. Es bildete sich ein explosives Gas-Luftgemisch, das zur Explosion führte. Die Explosion war im Umkreis von zehn Kilometern zu hören und die Druckwelle zerstörte viele Fensterscheiben. Insgesamt fünf Menschen kamen ums Leben; entweder starben sie gleich bei der Explosion oder später im Krankenhaus an ihren Verletzungen. Die Löscharbeiten dauerten zweieinhalb Tage und wurden durch den extremen Frost behindert, der das Löschwasser gefrieren ließ. Feuerwehren aus der ganzen Region waren bei diesem Großbrand im Einsatz, konnten aber nur das Übergreifen auf andere Teile der Raffinerie verhindern. Erst im Oktober 1966 konnte nach dem Wiederaufbau die Hoechst AG wieder mit Äthylen für die Kunststoffproduktion beliefert werden.
Die Raffinerie stellte ihren Betrieb zum 31. Januar 1982 ein.
Im Jahr 2004 erwarb die Fraport AG das Raffineriegelände, um es unter dem Namen Gewerbegebiet Mönchhof als Büro- und Logistikstandort zu vermarkten. Der Caltex Ölhafen und das dazugehörige Tanklager unmittelbar südlich der Abfahrt Raunheim an der A3 werden weiterhin betrieben. Von dort aus deckt der Frankfurter Flughafen ca. 50 % seines Bedarfs an Flugbenzin Jet A-1.